# Couvent des Trinitaires de Castres
Le couvent des Trinitaires de Castres, aujourd'hui disparu, est un ancien couvent de l'Ordre des Trinitaires situé à Castres, dans le Tarn (France).

## Histoire
La première mention de la présence de l'Ordre des Trinitaires à Castres est faite en 1214, lorsque des membres de cet ordre s'installent à l'ancien lieu-dit de Bellecelle, c'est-à-dire à l'ancien emplacement de la ville de Castres. Ils y fondent un premier couvent, sûrement en 1256. Il est détruit en 1359, avant d'être déplacé en 1364 à l'intérieur de l'enceinte de Castres, près de la porte Tolosane. Ils y construisent un imposant édifice, avec un couvent, un hôpital et une église. 
Le 7 mai 1666, le couvent vend une partie de son domaine compris dans l'enceinte de Castres aux consuls de la ville, pour que ceux-ci agrandissent la place de l'Albinque. L'année suivante, l'architecte toulousain Pierre Mercier construit un nouveau portail pour l'édifice. Lors de la fête de la Trinité du 18 mai 1704, une croix de pierre est plantée au centre du cloître.
Le couvent des Trinitaires est vendu comme bien national à la Révolution française, avant d'être détruit. Près de cet emplacement, la prison de Castres est bâtie, ainsi que le palais de Justice et une chapelle.

## Architecture
Le portail du couvent de 1667 présentait les armoiries de l’ordre de la Trinité, taillées dans la pierre en ronde-bosse et accompagnées d’un opulent décor sculpté. L'église abbatiale était décoré par différents tableaux, dont un de Sainte Agnès et l'autre de Sainte Catherine, tous deux réalisé par un certain François de Toulouse au XVIIe siècle et placés dans le chœur. L'autel de l'édifice était décoré par un tableau représentant le rachat de prisonniers par l'ordre.
La bibliothèque du couvent possédait depuis la fin du XVIIe siècle une riche collection de tableau de saints, comprenant Jésus, Jean le Baptiste, Basile le grand, Augustin d'Hippone, Élie le prophète, Antoine abbé, Saint Benoît, Saint Romuald, Étienne de Grandmont, Jean de Matha, Saint Norbert, François de Paule, Dominique de Guzman, Pierre Célestin, Ignace de Loyola,...